# Anales mayores de San Galo
Los Anales mayores de San Galo (en latín: Annales Sangallenses maiores) son unos anales compilados en la abadía de San Galo, San Galo, que cubren información de entre los siglos VIII y XI, y continúan los Annales Alamannici.

## Ediciones y facsímiles
- Roland Zingg, Die St. Galler Annalistik (Ostfildern, 2019)
- 'XVI Annales Sangallenses Maiores', ed. Ildefonsus ab Arx, en Annales et chronica aevi Carolini, ed. Georgius Heinricus Pertz, Monumenta Germaniae Historica, 1 (Hannover: Tomusus, 1826), 72-85
- Cód. Cantó 915; los anales comienzan en página 196. El manuscrito autógrafo de los anales.
- Cód. Cantó 453; los anales comienzan en página 211. Una copia del siglo XII.